# Elecciones generales de Guyana de 1985
Las elecciones generales de Guyana de 1985 tuvieron lugar el 9 de diciembre del mencionado año, siendo las segundas bajo la constitución de 1980, octavas bajo sufragio universal y cuartas desde la independencia del país. Se realizaron con el objetivo de renovar los 65 escaños de la Asamblea Nacional, así como la presidencia de la república para el período 1986-1991. Simultáneamente, se renovaron los diez Consejos Democráticos Regionales de las distintas subdivisiones de primer orden del país. Fue la primera elección nacional guyanesa que tenía lugar después de la muerte del presidente Forbes Burnham, que había gobernado el país desde 1964, el 6 de agosto del mismo año, siendo reemplazado por el primer ministro y vicepresidente Desmond Hoyte, el cual ocupó su lugar como líder del oficialista Congreso Nacional del Pueblo (PNC), y se presentó como candidato presidencial para un mandato completo.
En el contexto del régimen autoritario del PNC, en el poder por medio del fraude electoral desde las controvertidas elecciones de 1968, los comicios, a pesar de las promesas de Hoyte de encarar algún tipo de reforma política, no cambiaron en lo más mínimo, y las elecciones fueron denunciadas como igualmente fraudulentas por la oposición, encarnada en el Partido Progresista del Pueblo (PPP), de Cheddi Jagan, y otros partidos menores, como La Fuerza Unida (TUF) y la Alianza del Pueblo Trabajador (WPA). Tanto el PPP como la WPA anunciaron que se retiraban de la elección el día antes de la jornada electoral, llamando al boicot por considerar ilegítima la elección. El PNC revalidó su mayoría de dos tercios con el 78.54% de los votos y 54 bancas contra el 15.77% del PPP, el 3.37% del TUF, y el 1.43% de la WPA, sin que los demás partidos obtuvieran escaños. Pese al boicot, el PPP recibió 8 bancas, TUF retuvo sus dos diputados, y la WPA logró la representación parlamentaria por primera vez con un escaño. El PNC retuvo a su vez la mayoría en los diez Consejos Democráticos Regionales.
Si bien el fraude logró esconder la baja participación denunciada por la oposición, el desgaste del régimen fue notorio, sin poder ocultar una gran decadencia en la concurrencia oficial a votar (73.83%, cuando hasta entonces había superado formalmente el 80% en todas las elecciones desde la llegada al poder de Burnham) y el hecho de que el PNC perdió un cuarto del voto popular recibido en la elección anterior. Fueron las últimas elecciones del largo régimen del PNC (1964-1992), ya que a partir del final de la década de 1980, el gobierno de Hoyte comenzaría a negociar con la oposición y las siguientes elecciones, atrasadas poco más de un año, serían libres y justas, llevando al retorno del PPP al poder.

## Antecedentes
Luego de la conversión de Guyana en una república parlamentaria, a principios de 1970, el gobierno de Forbes Burnham, del Congreso Nacional del Pueblo (PNC), que había ganado las elecciones fraudulentas de 1968, dedicó sus esfuerzos electorales a lograr una mayoría absoluta de dos tercios en la Asamblea Nacional, lo que le permitiría redactar una nueva constitución sin negociar con otras fuerzas políticas. Esto finalmente se logró en las elecciones de 1973, que fueron denunciadas por el Partido Progresista del Pueblo (PPP), liderado por Cheddi Jagan, así como otros partidos opositores, como más manipuladas que las anteriores. Después de usar su mayoría parlamentaria para extender dos veces su mandato (1978 y 1979) y un referéndum fuertemente manipulado para abolir los referéndums constitucionales, la Asamblea Nacional redactó una nueva constitución que, entre otras cosas, incrementaba al máximo los poderes de la jefatura de estado, así como descentralizaba el poder político, dividiendo el país en diez regiones, cada una con su propio Consejo Democrático Regional. En las primeras elecciones generales bajo la misma, el PNC retuvo los dos tercios del legislativo, así como la mayoría en los diez Consejos Democráticos Regionales, y la presidencia de la república bajo el liderazgo de Burnham. Afectado por problemas cardíacos, Burnham falleció el 6 de agosto de 1985, pocos meses antes del fin del mandato parlamentario, dejando en el poder a su hasta entonces primer ministro y vicepresidente, Desmond Hoyte, quien rápidamente se perfiló como candidato presidencial del PNC en las venideras elecciones, previstas para el 9 de diciembre.
Hoyte declaró el 4 de noviembre que aceptaría algunas de las demandas exigidas por la oposición para limpiar el proceso electoral, como abolir el voto de los ciudadanos en el extranjero (considerado, por muchas décadas, como una farsa electoral), y reducir el período en el que las fuerzas armadas podían votar. Sin embargo, las reformas del nuevo mandatario fueron denunciadas por el PPP como cambios cosméticos, que pretendían encubrir la continuidad del régimen fraudulento. Hoyte respondió a las críticas alegando que, con sus concesiones, el PPP ya no tenía ninguna base creíble para denunciar fraude. Durante el mes de noviembre, se acordó que las fuerzas de seguridad votarían seis días antes que los civiles, el 3 de diciembre, y se introdujeron regulaciones para permitir que los votantes emitieran sufragios en centros de votaciones distintos a los que estaban registrados, lo que permitía que una misma persona votara más de una vez. Hoyte rechazó tajantemente la demanda opositora de que los votos se contaran en el mismo centro de votación en el que se emitieron. El traslado de votos por parte de las fuerzas de seguridad había sido una de los principales factores facilitadores del fraude en las elecciones de 1973 y 1980, y la demanda opositora de un recuento de votos justo estaba en discusión desde las elecciones de 1968. Se incluyó en la lista de reformas electorales en una carta escrita por Jagan y enviada a Hoyte el 26 de febrero de 1985, cuando este era aún primer ministro, y en una carta escrita conjuntamente por Jagan y Eusi Kwayana de la Alianza del Pueblo Trabajador (WPA) del 7 de noviembre de 1985 al presidente de la Comisión Electoral, Harry Bollers, cuando Hoyte ya había asumido la presidencia. Otros partidos de oposición también hicieron la misma demanda.
La carta conjunta también cuestionó el nombramiento de Roy Hammond como Director de Elecciones por parte del Gobierno sin el conocimiento de la Comisión Electoral. Jagan, en una carta separada a Bollers, le preguntó sobre la selección y los nombramientos de Hammond y otros funcionarios electorales sin que la Comisión Electoral tenga un papel de supervisión en el proceso. Hoyte desestimó las demandas opositoras como "irrelevantes", y la noción de realizar el conteo en los centros de votación como algo "logísticamente difícil e inaceptable". Anteriormente, el mayor general Norman McLean había declarado ante los medios que el ejército tenía la "responsabilidad constitucional" de trasladar y cuidar las urnas el día de las elecciones, y que esto no podía modificarse por las demandas de la oposición. Ante el pedido de Jagan de que el ejército se mantuviera en sus cuarteles durante la jornada electoral, y de que se permitiera la vigilancia de los partidos opositores durante el escrutinio, Hoyte ni siquiera le respondió por sí mismo, sino mediante un asesor, limitándose a acusar al PPP de tratar de desatar un clima violento preelectoral, aunque efectivamente, envió las demandas de Jagan a la Comisión Electoral. Esta emitió finalmente un tibio mensaje, acordando permitir que los agentes electorales opositores pudieran acompañar las urnas.

## Sistema electoral
Los 65 escaños de la Asamblea Nacional de Guyana son elegidos mediante un sistema mixto proporcional para un mandato de un máximo de cinco años, pudiendo disolverse la asamblea y convocarse a elecciones anticipadas durante este período. El país está dividido en diez regiones, que a su vez actúan como distritos electorales uninominales para la elección de 10 escaños, siendo los otros 2 designados por el Congreso Nacional de Órganos Democráticos Locales. Los 53 restantes se eligen mediante representación proporcional con listas cerradas en una única circunscripción nacional, constituida por todo el país, y las bancas son asignadas mediante Cociente Hare. El candidato propuesto por el partido que obtenga la mayor cantidad de escaños es automáticamente elegido presidente de la República Cooperativa, y dura en el cargo mientras mantenga la confianza del poder legislativo durante la incumbente legislatura. Si el presidente es sometido a una moción de censura en el transcurso de ese período y pierde la misma, puede renunciar para entregar el cargo al candidato propuesto por el parlamento, o bien disolverlo y convocar a nuevas elecciones.
Todo ciudadano guyanés mayor de dieciocho años tiene derecho a voto, mientras que todo aquel que cumpla los requisitos previos de ciudadanía y, al mismo tiempo, tenga comprensión suficiente del idioma inglés como para tomar parte en los procedimientos legislativos, tiene derecho a ser elegido diputado. Los candidatos deben estar afiliados a un partido político o bien su candidatura debe ser respaldada por una fuerza legalmente registrada (partido o coalición). Los partidos deben recibir doscientos avales de ciudadanos para poder competir, y un tercio de los candidatos que presenten deben ser mujeres. El voto no es obligatorio, pero la participación electoral de todas formas suele ser alta.

## Campaña
Tanto el gobierno como los partidos opositores buscaron realizar grandes concentraciones. La oposición denunció que el PNC utilizaba vehículos de propiedad estatal para transportar a trabajadores del gobierno y sus dependientes de diferentes partes del país para que asistieran a concentraciones oficialistas, las cuales recibían una gran cobertura mediática, mientras que las manifestaciones del PPP, a las que asistían multitudes importantes, no eran informadas por los medios de comunicación, en su mayoría bajo el control del estado.
En su campaña electoral, Jagan criticó el rumbo económico que estaba llevando el país bajo el largo gobierno del PNC y desestimó las denuncias de que él fuera marxista, describiéndose como "un socialista, no influenciado por el marxismo", defendiendo la democracia liberal como forma de gobierno. La oposición denunciaba que, debido a la mala gestión, la producción de los principales productos de Guyana, bauxita, azúcar y arroz, habían caído en un 30 y 50% desde la década de 1970, y estimaban un hundimiento de proporciones similares en el ingreso per cápita. Durante la última etapa de su gobierno, Burnham se había alejado de su línea estatista y había iniciado una orientación leve hacia una economía de mercado, pactando con el Fondo Monetario Internacional, lo que condujo a una deuda externa muy abultada y a que, en consecuencia, los Estados Unidos dejaran de apoyar económicamente al régimen como antes. En lo que describió como un intento de ahorrar divisas, el gobierno de Hoyte prohibió finalmente la importación de harina de trigo, arvejas y algunos otros alimentos básicos, desatando una escasez crónica de muchos otros artículos, incluidos el aceite de cocina y la leche, lo que llevó a repentinos informes de muerte por desnutrición, sin precedentes en el país.
Por su parte, Hoyte desestimó los informes, y declaró que la idea opositora de una depresión económica era "una mera exageración", afirmando que "mucha más gente está mejor ahora que hace diez años". Mantuvo la retórica del "socialismo cooperativo" de Burnham, afirmando que volverían a las políticas previas al viraje económico del último mandato de su predecesor. Durante el cierre de su campaña electoral, Hoyte se presentó ante una multitud de simpatizantes en Nueva Ámsterdam, proclamando que "el progreso nunca ha cesado en este país, y nunca césara".
Unos días antes de las elecciones, a pedido público de las principales iglesias cristianas, casi todos los partidos políticos se comprometieron a sí mismos y a sus seguidores a defender los principios de no violencia durante las elecciones. El PNC fue el único partido que no adhirió públicamente a la petición.

## Elecciones generales
|  | 78.54 % |

|  | 15.77 % |

|  | 3.37 % |

|  | 1.43 % |

|  | 0.74 % |

|  | 0.08 % |

|  | 0.05 % |

|  | 98.78 % |

|  | 1.22 % |

|  | 100.00 % |

|  | 73.83 % |